# Калаверит
Калаверит — редкий гидротермальный минерал, по составу теллурид золота. Впервые был обнаружен в округе Калаверас (Калифорния, США) в 1861 году, откуда и получил своё название.
Химическая формула — AuTe2. Калаверит диморфен c креннеритом, имея тот же состав но отличаясь кристаллической решёткой. По химическому составу близок к теллуриду золота и серебра сильваниту. Содержание теллура составляет 56,44 %, золота — 43,56 %.
Калаверит встречается в виде призматических и игольчатых кристаллов. Сингония моноклинная. Не имеет спайности. Цвет от серебряно-белого до латунно-жёлтого. Плотность от 9,04 до 9,35 г/см³, твёрдость по шкале Мооса — 2,5. Хорошо растворяется в концентрированной серной кислоте.

## Близкие минералы
Калаверит димо́рфен c креннеритом, он имеет ту же или близкую формулу, однако отличается ромбической кристаллической решёткой. Кроме того, по химическому составу калаверит близок к сильваниту (смешанному теллуриду золота и серебра) и в XIX веке считался его разновидностью, бедной серебром или совсем не содержащей его. Между тем, креннерит, сильванит и калаверит, будучи очень близкими по составу, с лёгкостью различаются по спайности. Креннерит имеет идеальную спайность по {001}, сильванит имеет идеальную спайность на {010} по длине кристалла, а калаверит спайности не имеет.
До середины 1960-х годов сведения о калаверите мировой и, как следствие, в советской минералогии оставались достаточно смутными, что позволило М. С. Безсмертной употребить следующую формулировку: «опубликованные лабораторные и аналитические сведения о калаверите и креннерите настолько противоречивы и запутаны, что совершенно исключают возможность использования их в диагностических целях».:45 Изучение обоих минералов значительно осложнялось тем обстоятельством, что на территории Советского Союза калаверит как таковой обнаружен не был (в том числе, и по причине «невозможности диагностики»), а необходимый материал для исследований калаверита и креннерита в основном приходилось получать из Минералогического музея МГРИ, где находились немногие, заранее определённые западными учёными образцы, — в частности, из месторождения Калгурли (Австралия), долгое время считавшиеся эталонными.:45
Важнейшим этапом в исследовании креннерита и калаверита стали работы австралийского минералога Н. Л. Маркгама, посвящённые химии и геохимии смешанных теллуридов серебра и золота как в природе, так и в лабораторных условиях. В частности, ему удалось установить конкретные критерии структурных, температурных и возрастных взаимоотношений между двумя теллуридами: калаверитом и креннеритом.:45
По заключению Маркгама, основной причиной возникающих различий являются природные условия возникновения и последующей локализации этих минералов. Согласно выводам исследования, креннерит более типичен для близповерхностных месторождений, связанных с молодой вулканической деятельностью (тип месторождений Ватукулу, Сэкэрымб); калаверит же приурочен преимущественно к месторождениям областей древней складчатости (тип месторождений Калгурли, Поркьюпайн). В полном соответствии с условиями залегания, прежде всего, с глубиной, значительно большей в случае калаверита, находятся и молекулярные объёмы: меньший — у калаверита (160,4 Å), бо́льший — у креннерита (162,6 Å).:31 Как следствие, калаверит заметно превосходит креннерит по плотности (более чем на 0,5 г/см³).
Важными экспериментами, давшими ответ на конкретные вопросы стали также лабораторные опыты с соответствующими теллуридами. При попытке искусственного синтеза смешанных теллуридов золота-серебра при температуре 300° Маркгаму удалось получить только калаверит. В процессе нагревания синтетической пробы со стехиометрическим составом креннерита при 150° начинал частично происходить переход в кристаллическую структуру калаверита.:31
Перечисленные в работах Маркгама сведения позволили сделать несколько выводов относительно происхождения, структуры и различия природных теллуридов золота. Креннерит продемонстрировал относительную устойчивость до температуры 382°C. При дальнейшем повышении температур он переходит в моноклинную модификацию, аналогичную калавериту. Поэтому закономерно, что в глубоко эродированных месторождениях наблюдаются не только массовые примеры замещения креннерита калаверитом, но местами на глубоких горизонтах происходит полная замена креннерита калаверитом. Подытоживая выводы одной строкой, креннерит можно считать близповерхностным, а калаверит — глубинным дителлуридом золота. Косвенным образом этот вывод подтверждается аналогичными исследованиями Г. Берхерта, который уточнил температурный предел устойчивости креннерита и калаверита и пришёл к однозначному выводу, что креннерит является низкотемпературной разновидностью калаверита.:110

## Месторождения
Минерал встречается в Крипл-Крик (Колорадо, США), в округе Калаверас (Калифорния, США), Сэкэрымб (Румыния), Кирклэнд-лейк (Онтарио, Канада), Руэн (Квебек, Канада), Калгурли (Австралия).
В 1890-х, во время золотой лихорадки в Калгурли почти весь калаверит был принят за пирит («золото дураков») и выброшен в отвал, камни из которого использовали потом в качестве наполнителя при обустройстве улиц города. Несколько лет спустя минерал был идентифицирован, что вызвало ещё одну золотую лихорадку, сопровождавшуюся раскапыванием дорог.